# Язык молчания
«Язык молчания» (англ. Silent Tongue) — ревизионистский вестерн режиссёра Сэма Шепарда. Картина совместного производства Франции, Нидерландов, Великобритании и США была снята ещё в 1991 году, но на экраны вышла лишь в 1994 году. Фильм был снят в окрестностях города Розуэлл, штат Нью-Мексико. Это последний фильм с участием актёра Ривера Феникса, который умер в 1993 году от передозировки наркотиков (если не считать "Тёмную кровь", съемки которого проходили в 1993 году и не были завершены в связи со смертью актёра; незаконченная версия фильма была выпущена в 2012 году).
Теглайн: «Правосудие нельзя заставить молчать».

## Сюжет
Фильм рассказывает о молодом человеке по имени Талбот Роу, который сошёл с ума после смерти своей жены. Отец Талбота, Прескотт Роу, чувствует боль сына и хочет найти ему новую жену. Он отправляется туда, где нашёл Талботу первую жену, к владельцу циркового шоу и торговцу "волшебным снадобьем" Эймону Маккри. Маккри не сильно привязан к своим дочерям-полукровкам, как не был привязан к их матери, индианке кайова по имени Молчащий Язык; он женился на ней лишь потому, что испытывал стыд за насилие над немой женщиной на глазах малолетнего сына. Тем не менее, он отказывается продать Роу вторую дочь Веладу, так как она - отличная наездница и приносит его шоу доход; сводный брат Велады Ривз вмешивается в их разговор и стыдит отца, в итоге сделка срывается. В отчаянии Роу похищает Веладу и пытается уговорить её помочь ему спасти сына, и она соглашается в обмен на золото и четырёх лошадей. Но Талбот не даёт ей ни шанса — он боится, что она попробует забрать у него тело покойной жены. Последние несколько ночей вдовец видит призрак умершей Обонни, которая хочет, чтобы Талбот уничтожил её тело и выпустил её дух на свободу, но он отказывается. В ярости Обонни обрушивает свой гнев на Талбота, его отца, свою сестру и Эймона Маккри, вынуждая его искупить свой давний грех.

## В ролях
- Алан Бейтс — Эймон Маккри
- Ричард Харрис — Прескотт Роу
- Шейла Тоузли — Оубонни / привидение
- Дермот Малруни — Ривз Маккри
- Джери Арредондо — Велада
- Ривер Феникс — Талбот Роу
- Танту Кардинал — Молчащий Язык
- Билл Ирвин — комик
- Дэвид Шайнер — серьёзный клоун